# Pécs
Pécs (Duits: Fünfkirchen, Kroatisch: Pečuh, Servisch: Печуј/Pečuj) is met 140.237 inwoners (2021) de op vier na grootste stad van Hongarije. De stad ligt in het zuidwesten van het land, in de beschutting van het Mecsekgebergte, even ver van de Donau als van de Drau (Drava). Het is de hoofdstad van het comitaat Baranya. Sinds 1954 is Pécs een "stad met comitaatsrecht" (megyei jogú város). Als zuidelijkste grote stad van Hongarije wordt de stad gekenmerkt door een mediterraan aandoende sfeer en klimaat. Bovendien herbergt de stad de opvallendste Turkse bouwwerken van Hongarije, die in het land verder niet bijzonder talrijk zijn.
Pécs is een universiteitsstad en heeft mijnbouw gehad (uranium, steenkool), keramische industrie (de porseleinfabriek Zsolnay), lederwaren- en voedingsmiddelenindustrie. De streek ten zuiden van de stad produceert wijn. De kunstenaar Victor Vasarely werd in Pécs geboren. Ten zuiden van de stad ligt de luchthaven Pécs-Pogány.
In 2010 was Pécs een van de culturele hoofdsteden van Europa.

## Geschiedenis
Pécs bestond al in de Romeinse tijd, toen zich hier de nederzetting Sopianae bevond op een eerder door Keltische stammen bewoonde plaats. Na de komst van de Hongaren in de 10e eeuw stichtte koning Stefanus de Heilige hier in 1009 een bisdom. De stad stond destijds in het Latijn bekend als Quinque Ecclesiae, naar de vijf vroegchristelijke kerken die hier al stonden, en waarvan de traditionele Duitse naam Fünfkirchen is afgeleid. De opvolger van Pécs’ eerste bisschop legde de basis van de nog steeds bestaande kathedraal. Bij opgravingen onder het Domplein stootten de onderzoekers op vijf vroeg-christelijke bidkapellen. Mogelijk is er een verband met de vermelde oorkonden.
Uit opgravingen bleek dat dit deel van Hongarije een zeer oud cultureel gebied is. Na de invloed van de Romeinse cultuur, kwam de Romeins-vroeg-christelijke beschaving, uit de eerste eeuwen van onze jaartelling, waarvan in de laatste decennia steeds meer duidelijke sporen zijn blootgelegd.

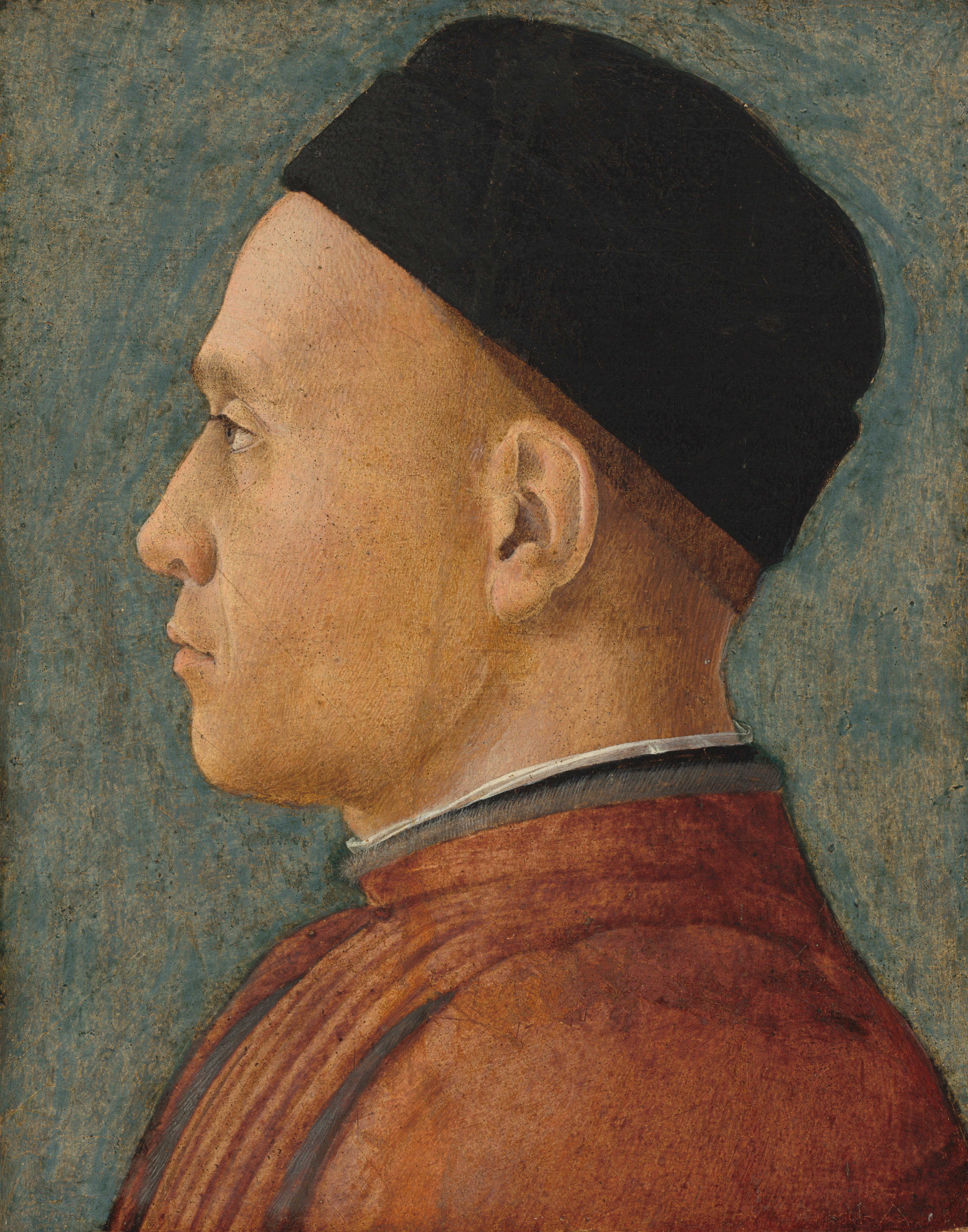
De humanist en geleerde Janus Pannonius, ca. 1470.

Pécs beleefde zijn bloeitijd in de veertiende en vijftiende eeuw. In 1367 kreeg Pécs als eerste stad in Hongarije en als vijfde stad in Europa een universiteit (Universitas Quinqueecclesiensis, tegenwoordig: Pécsi Tudományegyetem, PTE), gesticht door koning Lodewijk de Grote (Nagy Lajos). De stad werd een centrum van het humanisme en kreeg in 1440 als eerste stad in Hongarije een openbare bibliotheek. Van 1543 tot 1686 maakten de Turken in Pécs de dienst uit. Zij lieten de stad onder meer een prominente moskee na.
Na de verdrijving van de Turken werd het ontvolkte Pécs voor een groot deel bevolkt door Servische en Duitse immigranten en ontstond een barokstad op de puinhopen. Keizerin Maria Theresia gaf Pécs in 1780 de rang van koninklijke vrijstad. In de 19e eeuw kwam de industrie op gang (steenkoolwinning, porseleinfabriek Zsolnay) en kreeg Pécs een spoorwegverbinding met Boedapest. Aan het eind van de negentiende eeuw was de bevolking weer overwegend Hongaars. Uit de periode na de Tweede Wereldoorlog dateert de uraniumwinning bij de stad.

## Bezienswaardigheden

### Stadsbeeld

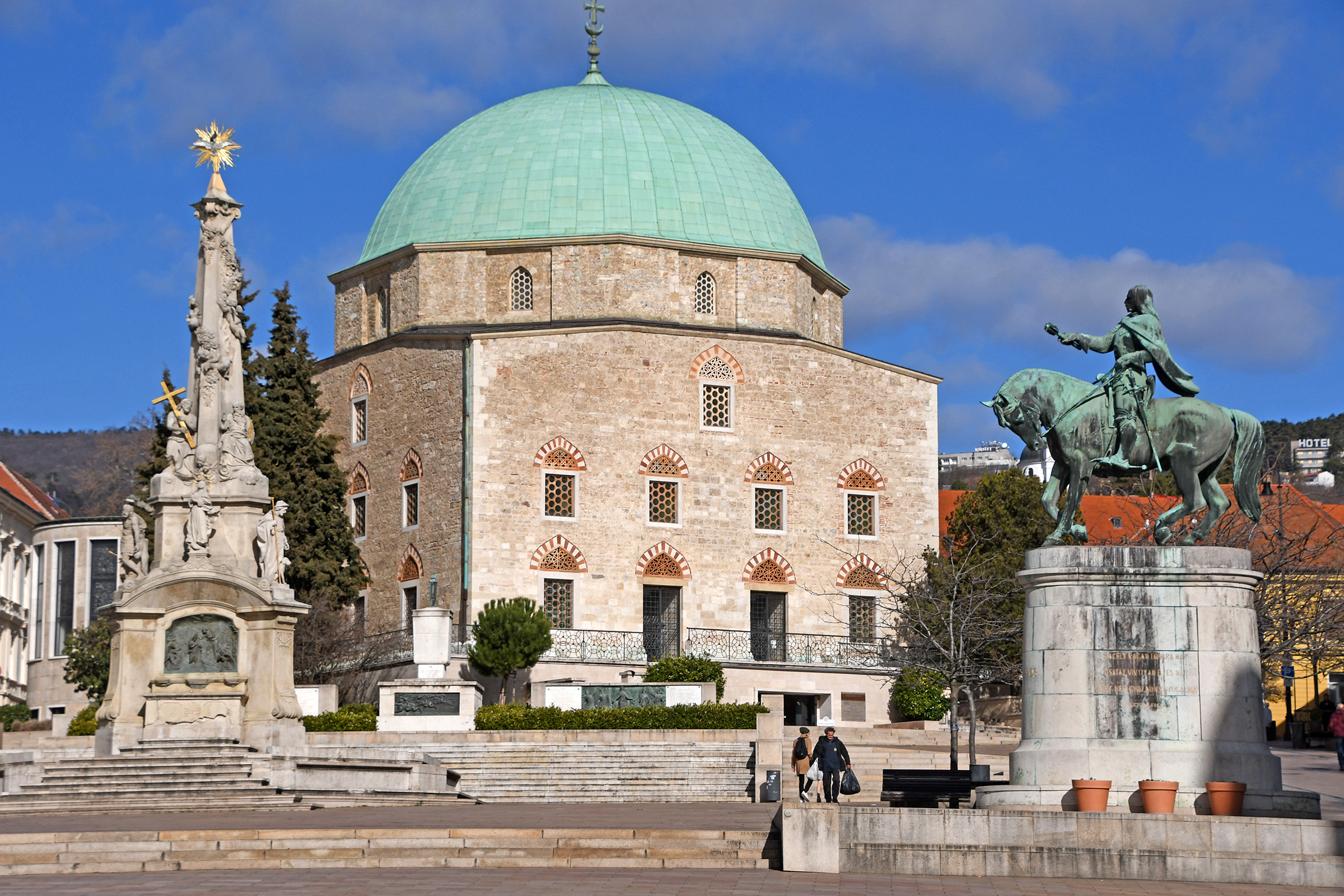
Széchenyiplein.

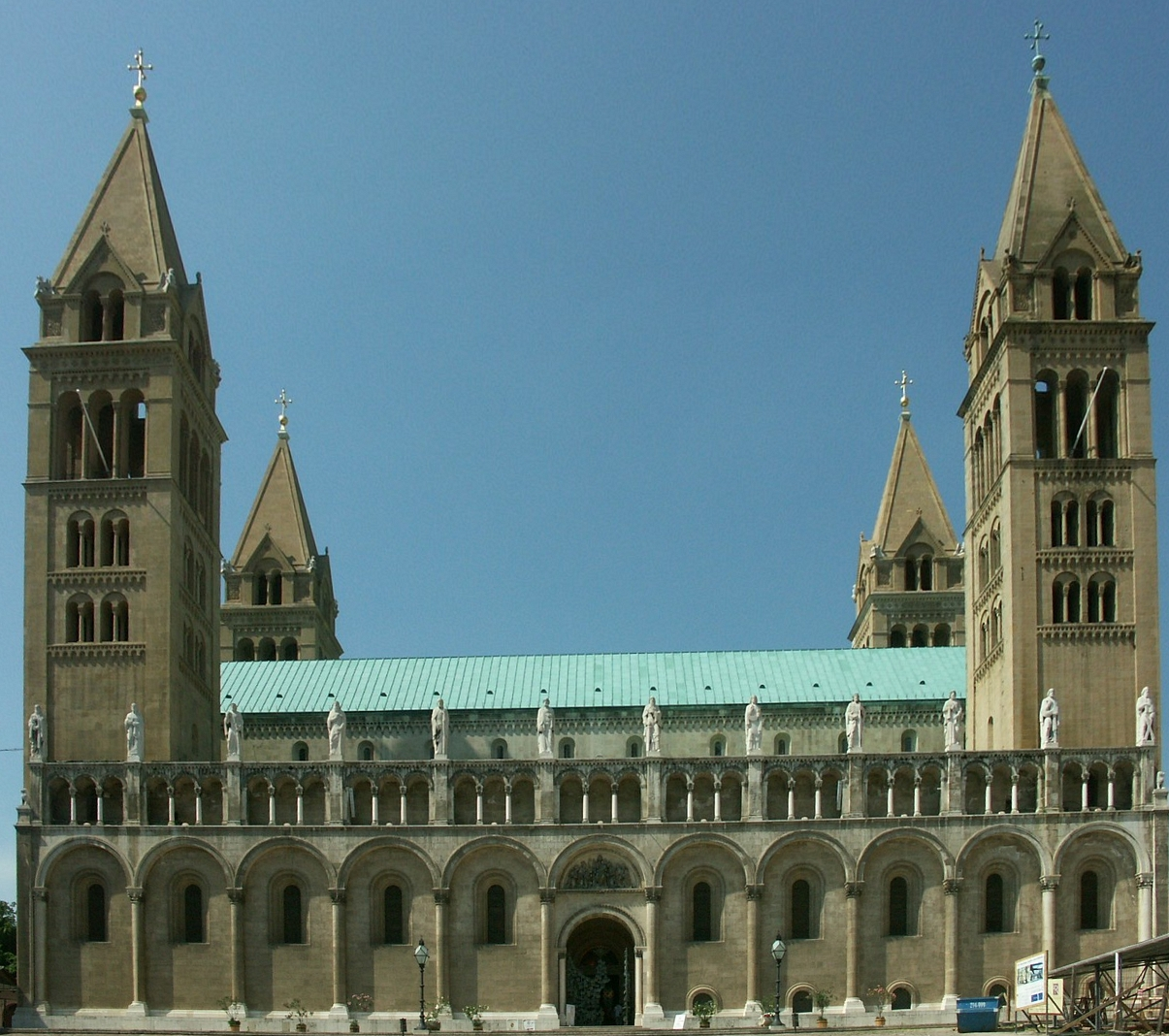
Dom van Pécs.

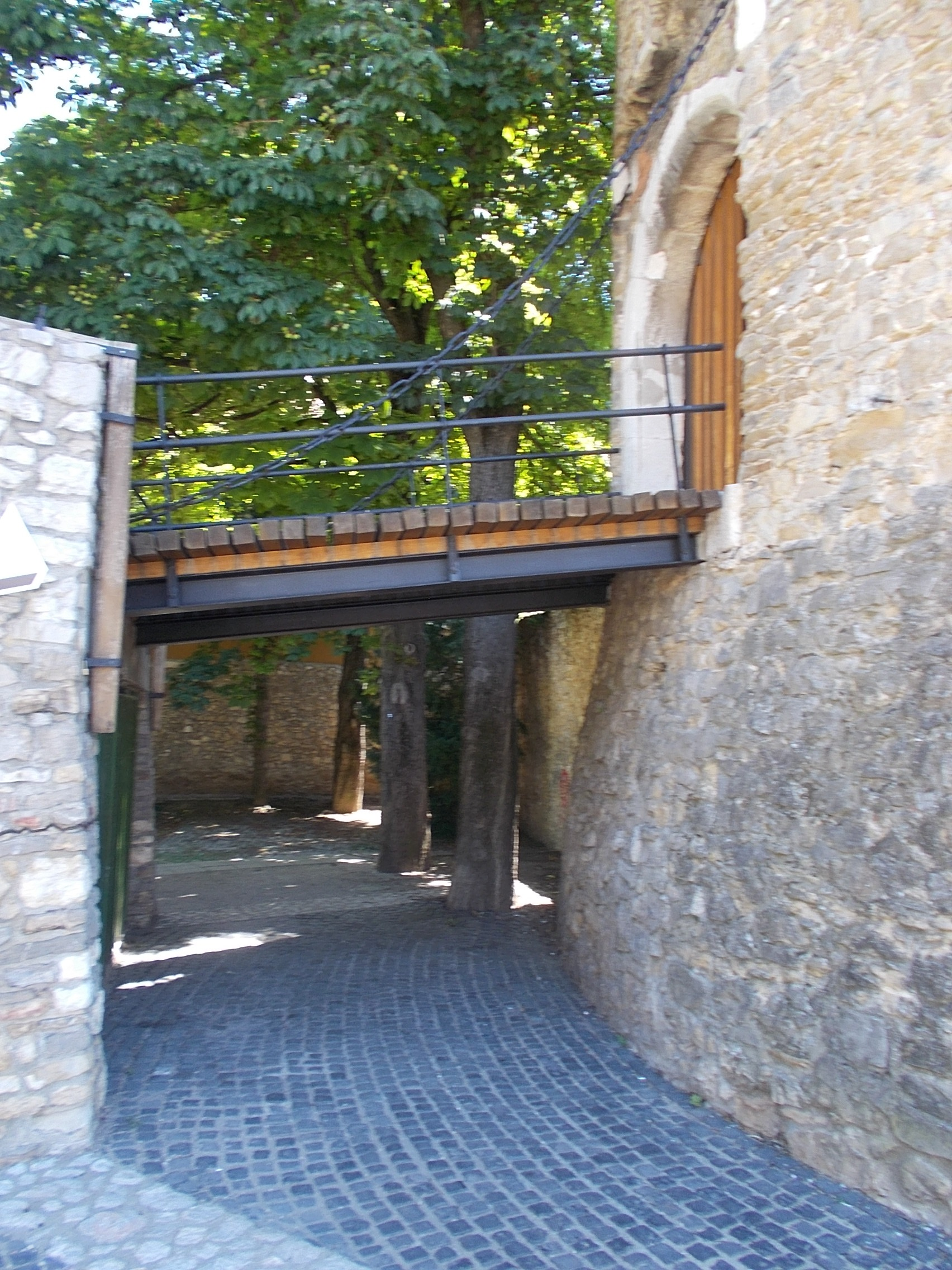
Deel van de stadsmuur: Barbakán.

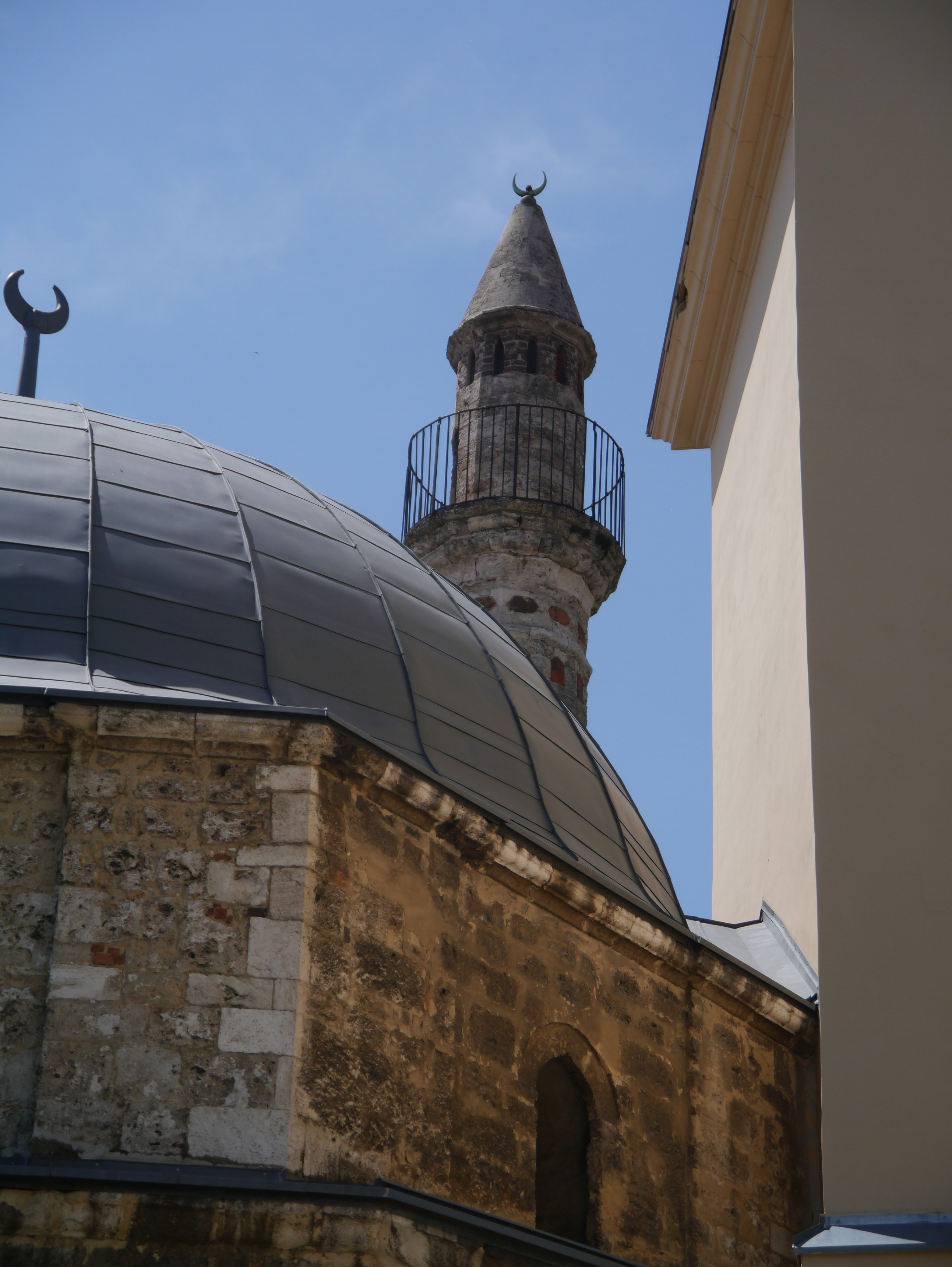
Moskee van pascha Kassim Gasi.

Middelpunt van de stad is het aflopende Széchenyiplein rond de voormalige moskee, het grootste Turkse bouwwerk in Hongarije. Aan de rand van de binnenstad bevindt zich de moskee van pascha Kassim Gasi, een kleinere moskee met een twaalfkantige minaret. De Turkse bezetters lieten elders in de stad nog een grafkapel en een fontein na en, minder zichtbaar, een stelsel van waterbuizen.
Pécs heeft veel musea, zoals een museum gewijd aan Viktor Vasarely, aan de Zsolnay-fabriek, aan moderne beeldende kunst, aan de Turkse tijd, aan de mijnbouw en aan de geschiedenis van de stad en van Hongarije. Enkele musea zijn:
- "Janus Pannonius Múzeum"
- "Reneszánsz Kőtár", Renaissance lapidarium
- "Csontváry Múzeum" met werken van Tivadar Kosztka Csontváry
- "Zsolnay Múzeum": (porselein)
- "Victor Vasarely Múzeum"
- "Néprajzi Múzeum", Etnografisch museum
- "Régészeti Múzeum", Oudheidkundig museum
- "Ókeresztény sírkamrák", Oudchristelijke grafkamers
- "Mecseki Bányászati Kiállítások", Tentoonstellingen over de mijnbouw in het Mecsekgebied
- "Természettudományi Múzeum", Museum voor natuurstudie
- "Szerecsen Múzeumpatika", Szerecsen-museumapotheek
- "Pécsi Galéria" (wisselende tentoonstellingen)
- "Martyn Ferenc Múzeum" (beeldhouw- en schilderkunst)
- Schaár Erzsébet: Expositie "de Straat"
- "Zsolnay Negyed", Zsolnay kwartier bij de porseleinfabriek met enkele musea en schouwburg

Pécs ligt aan de voet van de heuvels en is goed te bekijken vanaf de 194 m hoge televisietoren, een van de symbolen van de stad, die zich op een van de heuvels bevindt.

### De moskee van pascha Kassim Gasi
Aan het Széchenyi-plein staat een opvallende moskee, een van de weinige in Hongarije die duidelijk als moskee te herkennen zijn.
Dat deze moskee niet werd afgebroken nadat de Turken verdreven waren, is te danken aan het feit dat ze snel in gebruik werd genomen als christelijke kerk.
Later bouwde men er een gedeelte bij. De achterwand van de moskee werd uitgebroken en het altaar kwam op deze plaats te staan.
Naast de hoofdingang is nog een gebednis (Mihrab) uit de islamitische tijd te zien. Het oudste deel van de kerk, gelegen aan de kant van het plein, is als moskee herkenbaar, met de daarbij behorende eigen sfeer. De karakteristieke grote koepel domineert het plein.
Op het plein staat op de plaats van een vroegere Turkse bron een fontein uit de Zsolnay-porseleinfabriek, waarvan hier het glazuur de typische metaalglans (het zogenaamde eosineglazuur) heeft waarom de fabriek bekend stond.
Voorts staat er de op vele plaatsen in Hongarije gebruikelijke zuil, opgericht als herinnering aan de grote pestepidemie.
Verschillende gebouwen aan dit plein zijn gerestaureerd. Aan het plein ligt het hotel Nádor.
Achter de moskee is de archeologische afdeling van het Janus Pannonius-museum. Janus Pannonius (1434-1472) was humanist, Hongarijes eerste dichter en bisschop van Pécs.

### De Dom van Pécs
In de noordwesthoek van de binnenstad bevindt zich het Domplein met de Dom van Pécs, waarvan de oudste elementen uit de elfde eeuw dateren en waarvan de vier even hoge hoektorens het meest in het oog springen. De Dom is 70 meter lang en 27 meter breed met vier gelijke, 60 meter hoge klokkentorens. Het is een van de twee voornaamste kerken in romaanse stijl in Hongarije (de andere staat in het dorp Ják). De kerk werd vele keren verbouwd. In de tweede helft van de 19e eeuw, toen men bang was dat het dak zou instortten, werd tussen 1882 en 1892 een volledige verbouwing uitgevoerd waardoor de huidige, in Romaanse stijl gebouwde kerk ontstond.
De hoofdfaçade is de zuidelijke is en niet, zoals gebruikelijk, de westelijke. Het interieur is nauwelijks origineel. Aan het Domplein staat ook het bisschoppelijk paleis en onder het plein bevindt zich een 4e-eeuwse grafkamer of de crypte.

### De crypte
Onder de kerk is de oude crypte met aan weerszijden in de lange wanden twee zijkapellen. Bekend is het renaissance-altaar van rood marmer in de Corpus-Christi-kapel. Om te voorkomen dat de Turken dit kostbare altaar zouden zien en wellicht meenemen, werd het overgebracht naar het nabijgelegen bisschoppelijk paleis, waar het werd ingemetseld. Veel later heeft men toevalligerwijze bij een verbouwing het altaar ontdekt en in deze kapel teruggeplaatst.
De kapel lijkt evenals de andere kapellen op een aparte kerk met eigen ingang. De Mariakapel heeft een albasten altaar. Het werd destijds als grafmonument besteld bij een Nederlandse beeldhouwer. Hij deed er zo lang over, dat de opdrachtgever inmiddels overleden was. De beeldhouwer wilde niettemin de rekening betaald hebben, maar de familie weigerde. Een lid van de Eszterházy-familie betaalde het altaar. Het altaar kwam eerst in een van de Eszterházy-paleizen terecht, en werd later door een andere bisschop uit de Eszterházy-familie weer naar de Dom van Pécs gebracht.
Na de Eerste Wereldoorlog eiste de Engelse regering dit kostbare altaar op als betaling van oorlogsschuld in natura. De Hongaren vertraagden door langdurige onderhandelingen deze eis, totdat de Tweede Wereldoorlog een einde aan de kwestie maakte.
Het orgel van de Dom van Pécs is ook door Franz Liszt bespeeld bij een verblijf in de stad.

## Inwonertal
- 1980 - 169.134
- 1990 - 170.039
- 2000 - 162.498
- 2014 - 146.581
- 2016 - 145.347
- 2021 - 140.237

## Stedenband
- Cluj-Napoca, Roemenië
- Krakau, Polen
- Olomouc, Tsjechië
- Seattle, Verenigde Staten

## Geboren
- Marcel Breuer (1902-1981), Hongaars-Amerikaans architect
- Victor Vasarely (Győző Vásárhelyi) (1906-1997), Frans-Hongaars kunstenaar
- Olga Tass (1929-2020), turnster
- László Sólyom (1942-2023), vierde president van Hongarije (2005-2010)
- Miklós Maros (1943), Hongaars-Zweeds componist en muziekpedagoog
- Béla Tarr (1955), filmregisseur en scenarist
- Pál Dárdai (1976), voetballer
- Zoltán Gera (1979), voetballer
- Boldizsár Bodor (1982), voetballer
- Katinka Hosszú (1989), zwemster
- Zsuzsanna Jakabos (1989), zwemster
- Viktor Knoch (1989), shorttracker
- Dénes Dibusz (1990), voetballer